# عقيل علييف
عقيل علي رضا أغلو علييف (بالأذرية: Aqil Əlirza oğlu Əliyev) حاصل على لقب الاستحقاق في مجال الإنجازات العلمية، دكتور في العلوم الإقتصادية.

## حياته
ولد عقيل علييف في ديسمبر عام 1926 في جمهورية نخجوان الذاتية. بعد دراسته الثانوية في نخجوان، إلتحق بجامعة باكو الحكومية وتخرج منها في 1951. في 1953 عمل باحثًا في معهد التاريخ بأكاديمية العلوم في جمهورية أذربيجان الاشتراكية السوفيتية. بسبب اهتمامه الكبير بالاقتصاد، بدأ عمله في قسم «الاقتصاد السياسي» بالجامعة الأذربيجانية.
في 1970 حصل على الدكتوراه بالاقتصاد، وعيين كأستاذ مساعد في 1973، وبروفيسور في 1979.

## المؤلفات
قام بتأليف أكثر من 130 عملاً علميًا، بما في ذلك 19 دراسة وكتاب. تم نشر عدد من أعماله في موسكو وسانت بطرسبرغ ودول أجنبية أخرى. في يونيو 2001، انتخب عضوا مناظرا في أكاديمية العلوم الوطنية الأذربيجانية.

## الوفاة
توفي عقيل علييف في 7 مارس عام 2006. عقيل علييف هو شقيق ألرائيس السابق للجمهورية أذربيجان حيدر علييف.

## ذكراه
في 8 ديسمبر عام 2016، تم الاحتفال بالذكرى التسعين لميلاد العالم الأذربيجاني البارز، العضو في أكاديمية العلوم الوطنية الأذربيجانية، الدكتور في الاقتصاد، البروفيسور عقيل علي رضا أوغلو علييف بموجب قرار الرائيس للجمهورية أذربيجان إلهام علييف.

## جوائزه
- الاستحقاق في مجال الإنجازات العلمية - 1981
- وسام شهرة (أذربيجان) - 2000